# L'Envolée (film, 1920)
Pour les articles homonymes, voir L'Envolée.
Pour plus de détails, voir Fiche technique et Distribution.
L'Envolée (Flying Pat) est un film américain réalisé par F. Richard Jones, sorti en 1920.

## Synopsis
Patricia Van Nuys est une jeune mariée dont le mari souhaite qu'elle fasse carrière plutôt que de s'occuper des tâches ménagères et elle reçoit donc des leçons de William Endicott. Ses expériences en tant qu'élève lui font gagner de l'argent et ils achètent une voiture. Ils finissent par trouver un relais routier voisin. 
Son mari arrive sur les lieux au moment où son instructeur se révèle être un compagnon affectueux et amusant. Sa colère la pousse à le quitter et à prendre le train de nuit pour Albany. Débarrassée de son argent lors d'une partie de poker, elle revient et répond à une urgence en se faisant passer pour une cuisinière dans sa propre maison. Une complication en entraîne une autre jusqu'à ce qu'elles aboutissent à la réconciliation du couple.

## Fiche technique
- Titre français : L'Envolée
- Titre original : Flying Pat
- Réalisation : F. Richard Jones
- Scénario : F. Richard Jones, Harry Carr et Virginia Philley Withey
- Pays d'origine : États-Unis
- Format : Noir et blanc - 1,33:1 - Film muet
- Genre : comédie
- Date de sortie : 1920

## Distribution
- Dorothy Gish : Patricia Van Nuys
- James Rennie : Robert Van Nuys
- Morgan Wallace : William Endicott
- Kate Bruce : vieille femme